# Efya
Jane Fara Fauzzier Afia Boafowaa Yahaya Awindor, nom de scène Efya est une chanteuse et actrice ghanéenne.

## Biographie
Jane Awindor nait le 10 avril 1987 à Kumasi au Ghana. Elle est la fille de Nana Adwoa Awindor, une productrice de films et présentatrice de l'émission télévisée Greetings From Abroad. Efya est une chanteuse de neo soul et Afro-soul, mais aussi une compositrice et une actrice. Elle se fait connaître en participant à l'émission Stars of the Future. Elle remporte le prix de la meilleure performance vocale féminine aux Ghana Music Awards, à quatre reprises, de 2009 à 2013.
Elle sort sa première mixtape, T.I.N.T. (en), pour This Is Not The Album, en 2013.